# 札幌駅前通地下歩行空間

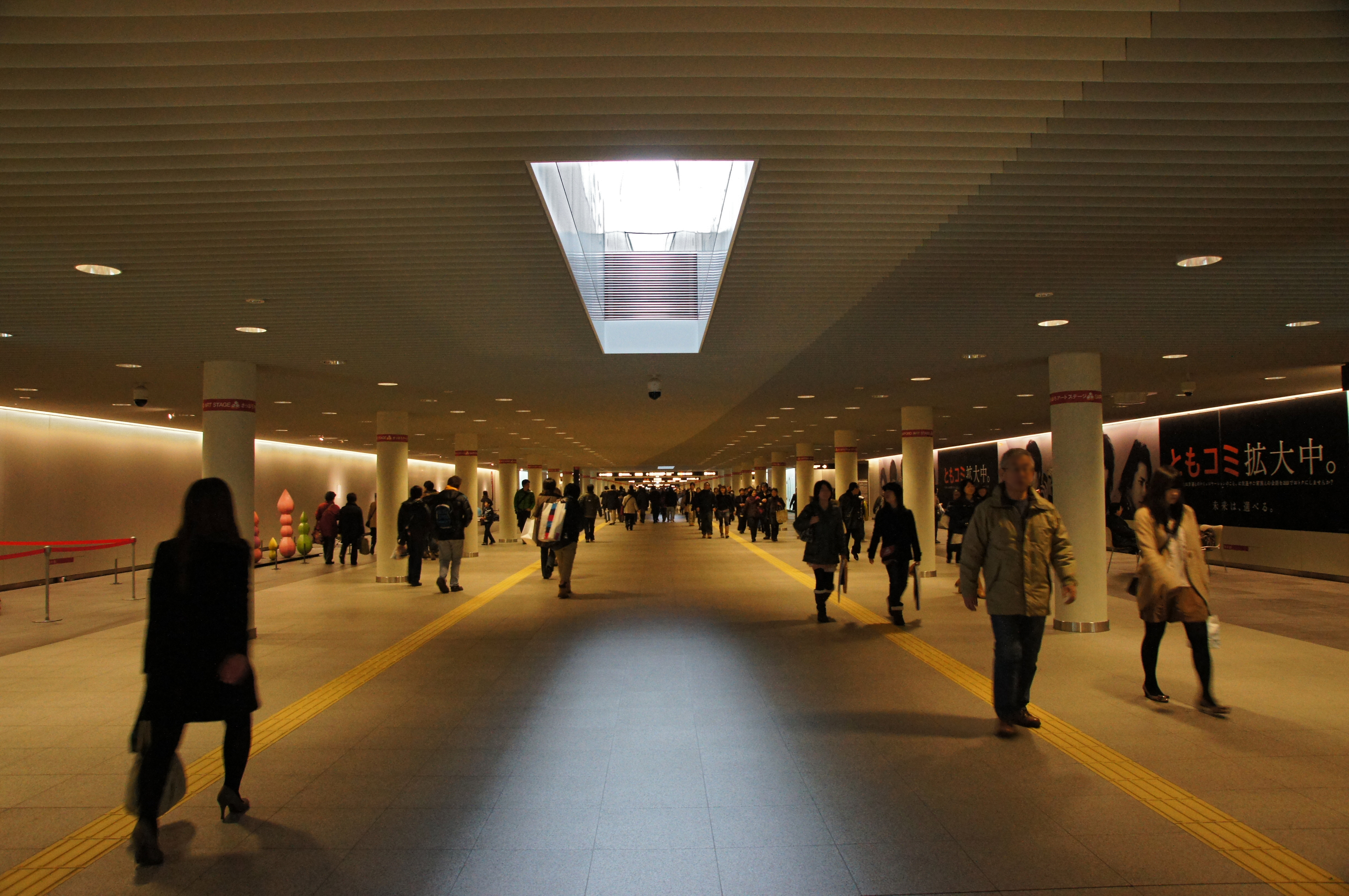
札幌駅前通地下歩行空間（2011年11月）

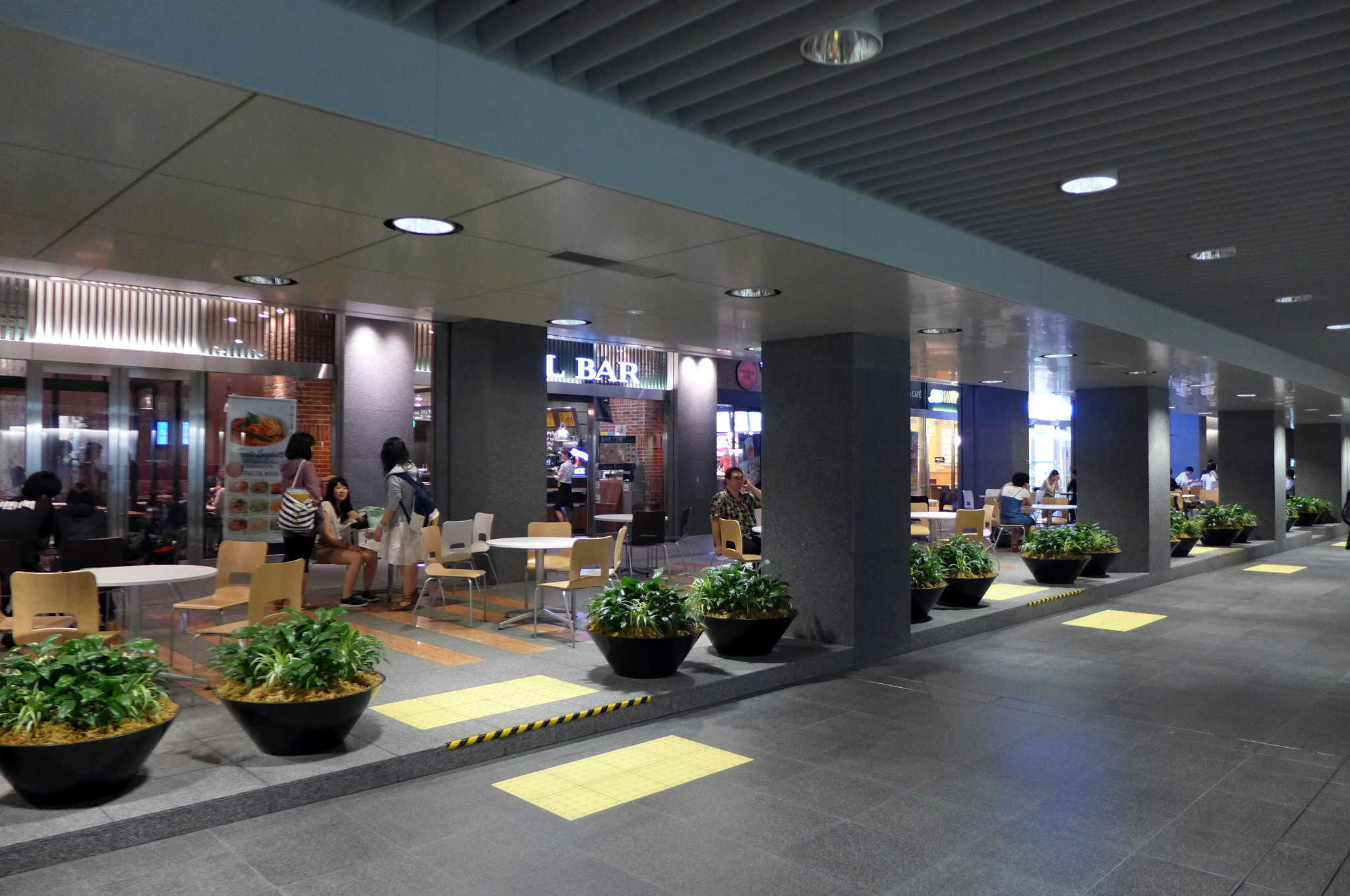
地下歩行空間

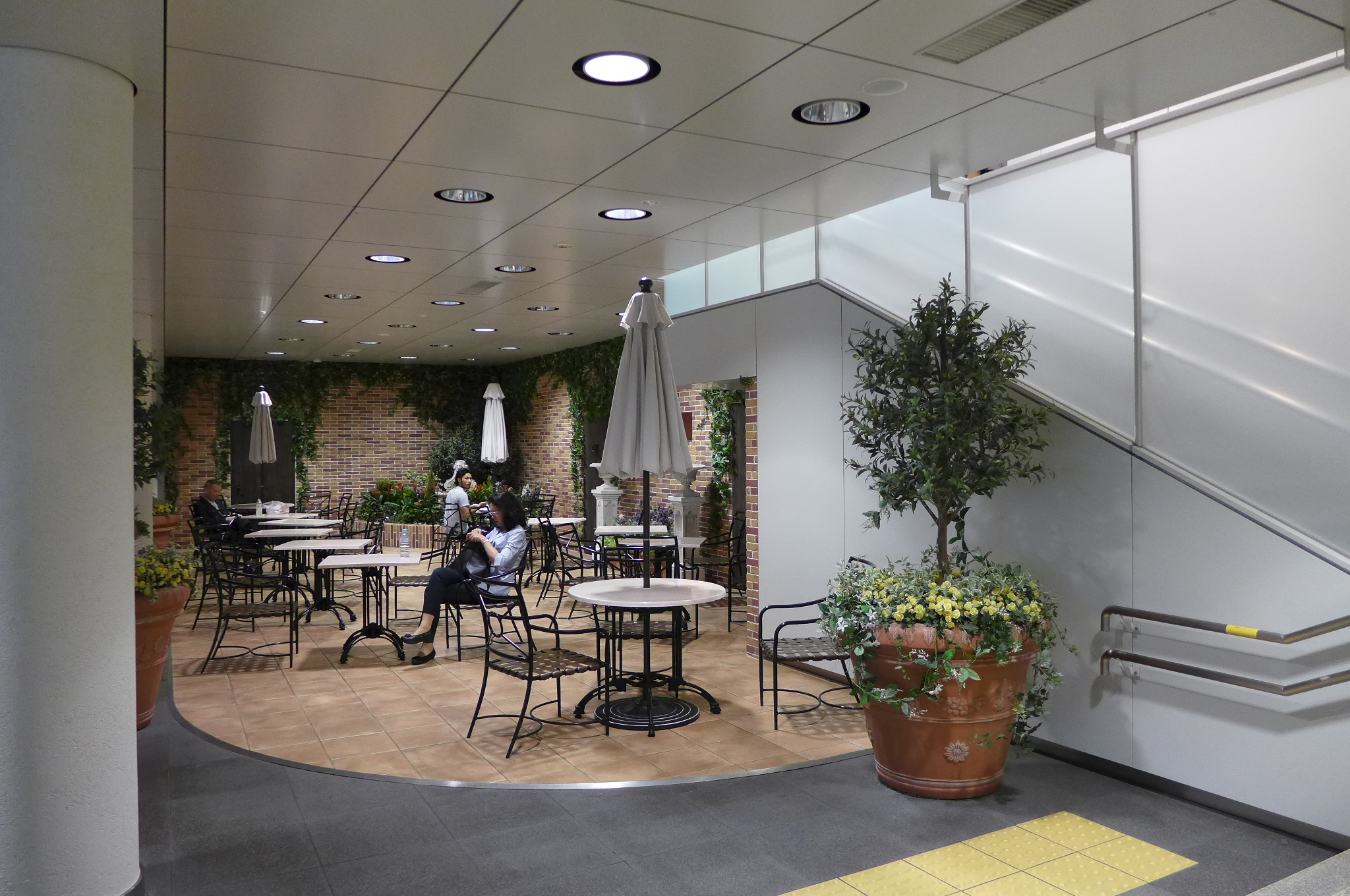
地下歩行空間

札幌駅前通地下歩行空間（さっぽろえきまえどおりちかほこうくうかん）は、札幌市中央区にある都市計画道路（歩行者専用道路）。愛称は「チ・カ・ホ」。

## 概要
札幌駅前通の真下にあり、札幌市営地下鉄南北線さっぽろ駅と大通駅の間をつなぐ地下空間。北海道旅客鉄道（JR北海道）札幌駅北側から地下歩行空間を通って地下鉄南北線すすきの駅までの1,900 mがほぼ直線でつながっており、日本国内で最も直線距離が長い地下通路（地下道）になっている。近年では老朽化によるビルの建て替えラッシュによって、ビルの低層部・地下階が商業施設となり地下道沿いにも立ち並ぶようになった為、地上の札幌駅前通振興会+さっぽろ地下街オーロラタウン・ポールタウンと併せて地上+地下の商店街が連なる繁華街を形成している。また、一般的な地下道よりも天井が高く幅が広く作られており、地下広場をイベントスペースとして有料で貸し出している。頻繁に催し物が行われている為、物産展やバザーなどの出店が数多く並んでいるのも特徴の一つである札幌駅前通の機能充実と地下活用の推進、札幌駅周辺地区と大通地区を地下歩道で接続することにより、二極化している都市商業圏の回遊性を高め、四季を通じて安全で快適な歩行空間を確保することを目的としており。札幌駅前通地下歩行空間は「道路」と「広場」の2つの側面を有している。道路としては札幌駅側の北海道道18号札幌停車場線区間を札幌市、大通公園側の国道36号区間を国（北海道開発局）が管理している。市民へのアンケート調査などから明るさと開放性が求められたため、天井の各所にスルーホール（天窓）を設けて自然光が通路内に差し込むような設計とされ、出入口階段部分もガラス張りとして同様の効果を見込んでいる。また、広場としても市民の意見を行政が取り入れて道路に広場の条例を制定し、イベントが開催できるパブリックスペースを設けている。地下歩行空間広場は「札幌駅前通まちづくり株式会社」が指定管理者として管理運営している。
『平成23年照明普及賞』、「500m美術館」とともに「地下歩行空間」として2012年度の『グッドデザイン賞』、『第25回全国街路事業コンクール』特別賞を受賞している。

## 路線データ
- 通行時間：5:45〜24:30
- 区間：520 m
- 高さ：2.5〜2.8 m[22]
- 幅員：歩行空間12 m、地下広場空間4 m×2
- 交差点広場：3箇所（北大通・北2条・北3条）
- 出入口：14箇所
- 公共トイレ：2箇所（北1条・北3条）
- 公衆電話：2箇所（6番出入口・7番出入口付近）

## 沿革
札幌駅から大通までの地下通路については、1971年（昭和46年）の札幌市営地下鉄南北線開業時から民間主導による地下街を整備する構想を持っていたが、進展しなかった。1994年（平成6年）に札幌市が「地下利用ガイドプラン」を作成し、札幌駅周辺と大通周辺を結ぶ地下ネットワークを示した。翌年から「札幌駅前地下通路」の整備検討を始め、当初は通路として計画して沿道との繋がりを重視していなかったが、アピアやJRタワーとの連携や関係機関との調整など検討課題があって結論を先送りした。「第4次札幌市長期総合計画」において札幌駅前通地下通路の計画推進を位置づけると、2000年（平成12年）から市民のニーズを把握するモニター調査やユニバーサルデザインのための調査、パネル展での情報発信を行い、2002年（平成14年）に「都心まちづくり計画」を策定して沿道建物と一体の「地下歩行空間」として計画した。2003年（平成15年）に地下部分、2005年（平成17年）に地上部分を都市計画決定した。
地下歩行空間整備工事は、交通規制を最小限に抑えるために通年施工の夜間工事を実施した。また、地下に埋没している電線やケーブルの移設に時間と費用を費やしたことなどから、2009年（平成21年）の完成を目指していた工事が遅れた。札幌駅前通地下歩行空間は2011年（平成23年）3月12日に開通したが、前日に発生した東日本大震災による甚大な被害状況を考慮して一連の開通記念イベントを中止した。また、当面の間は歩行空間内の照明の明るさを落とす措置を取った。開業1周年に合わせて行った一般募集により、札幌駅前通地下歩行空間のキャラクター「ちかぁ〜さん」がお披露目され、愛称が「チ・カ・ホ」に決まった。これは、空間を表す「ちか」というフレーズが入り、既に多くの市民が呼び習わしている略称「ちかほ」を活かす形となった。同時に北大通交差点広場は「ドオリ HIROBA」、北3条交差点広場は「キタサン HIROBA」の愛称に決まり、それぞれのロゴを作成した。
札幌駅前通地下歩行空間は、開通後の5年間で札幌駅前通の歩行者通行量が地上・地下合わせて平日では約2.3倍、休日では約2.9倍に増加し、大通・すすきの地区の歩行者通行量も増加した。また、地下歩行空間内の交差点広場は多種多様なイベントが開催されており、高稼働率で推移している。一方、課題として2015年（平成27年）に発生した地下歩行空間に接続するビルの地下飲食店からの出火では、防火シャッター（防火戸）が作動せずに大量の煙が地下歩行空間に流入する事態が起こっている。

## 出入口
| さっぽろ駅・アピア・札幌駅方面                             | さっぽろ駅・アピア・札幌駅方面 | さっぽろ駅・アピア・札幌駅方面                                        |
| 番号                                                       | 輸送機器                       | 場所                                                                  |
| ---------------------------------------------------------- | ------------------------------ | --------------------------------------------------------------------- |
|                                                            | EV                             | 札幌第一生命ビルディング前                                            |
| 1                                                          | EV                             | 大同生命札幌ビル前                                                    |
| 2                                                          |                                | 日本生命札幌ビル（ノアシス3.4） 札幌市北3条広場（アカプラ）           |
| 3                                                          |                                | 札幌フコク生命越山ビル（シタッテサッポロ）                            |
| 4                                                          | EV                             | 札幌三井JPビルディング（赤れんが テラス） 札幌市北3条広場（アカプラ） |
| 5                                                          | EV                             | 朝日生命保険相互会社札幌ビル前                                        |
| 6                                                          |                                | 北海道ビルヂング前                                                    |
| 7                                                          |                                | 富士メガネ前 札幌北1条駅前通りビル前                                  |
| 8                                                          | EV                             | 札幌グランドホテル前                                                  |
| 9                                                          | EV                             | 敷島北一条ビル前                                                      |
| 10                                                         |                                | 札幌ノースプラザ前                                                    |
|                                                            |                                | 北一条地下駐車場公共地下歩道（北一条地下駐車場）                      |
| 11                                                         |                                | 井門札幌ビル前 北尾ビル前                                             |
| 12                                                         | EV                             | 武田りそなビル前                                                      |
| 13                                                         |                                | 北洋大通センター（大通ビッセ）前                                      |
| 14                                                         |                                | 札幌大通西4ビル                                                       |
| 大通駅・さっぽろ地下街（ポールタウン・オーロラタウン）方面 |                                |                                                                       |

### 直結しているビル
- 大同生命札幌ビル（ミレド）
- 日本生命札幌ビル（ノアシス3.4）
- 札幌三井JPビルディング（赤れんが テラス）
- 札幌フコク生命越山ビル（シタッテサッポロ）
- 敷島ビル
- 北海道ビルヂング
- 札幌グランドホテル
- 札幌ノースプラザ
- 井門札幌ビル
- 北洋大通センター（大通ビッセ）
- 札幌大通西4ビル

## 地下広場

### 活用コンセプト
1. 「創造都市さっぽろ」の推進
2. 「市民活動」の推進
3. 「都心回遊、活性化」の推進
4. 「都心のビジネスパーソンへの快適な日常」
5. 「さっぽろ・北海道の魅力発信」の推進

### 交差点広場
北大通交差点広場（ドオリ HIROBA）、北3条交差点広場（キタサン HIROBA）があり、憩いの空間に比べて広い空間であることから比較的大きな催しを行うことができる。また、壁面に設置した大型ビジョンと一体で利用することもできる。北2条広場（Sapporo*north2）は「創造都市さっぽろ」の取組みを可視化する場として、日本国内初となる公共のConsumer Generated Media（CGM）型デジタルサイネージを展開している。北2条広場西側の奥には防災センターがあり、北3条交差点広場東側には札幌周辺公共交通案内「さっぽろえきバスnavi」のタッチパネルを設置している。

### 憩いの空間
コンパクトな空間であり、手軽に使用することができる。

### まちなかサロン
休憩スペースになっている。 

## 参考資料
- “これまでの取り組み”.  札幌市. 2017年2月15日閲覧。
- 小池敦史、三浦之裕、菊池実 (2008). 札幌駅前通地下歩行空間の工事の進め方について -第三者災害の防止と対策- (PDF) (Report). 土木研究所寒地土木研究所. 2017年2月16日閲覧.{{cite report}}:  CS1メンテナンス: デフォルトと同じref (カテゴリ)
- “札幌駅前通地下歩行空間事業” (PDF). 北の交差点 Vol.26 AUTUMN-WINTER 2010.   北海道道路管理技術センター. 2017年2月16日閲覧。
- 白鳥健志 (2014年). “札幌駅前通まちづくり株式会社の取り組み〜人の息吹きが感じられる都心のビジネス街を目指して〜” (PDF). UIIまちづくりレター vol.11.   都市活力研究所. 2017年2月15日閲覧。